# Na božično noč
»Man of the World« je originalna melodija in skladba nemškega dueta The Window Speaks iz leta 1987. Hans-Georg Meuser je napisal glasbo, Grant Edwin Stevens pa izvirno angleško besedilo. 
Skladba je bila izdana kot single in na albumu Heartland pri založbi EMI Music Publishing. Producenta sta bila Candy DeRouge (Wolfgang Detmann) in Gunther Mende.

## Pop Design
»Na božično noč« je priredba skupine Pop Design iz leta 1989, posemplana melodija originalne pesmi »Man of the World«, izdana na albumu Slava vojvodine Kranjske pri založbi ZKP RTV Ljubljana.
Medtem pa je slovenski tekst povsem originalen in ne gre za nikakršno priredbo ali prevod angleškega besedila. Avtor besedila je Miran Rudan, ki je uradno naveden kot edini, saj je bil prispevek Toneta Košmrlja, ki mu je pri tekstu rahlo pomagal, bolj kot ne minoren oziroma zanemarljiv. Pesem je bila zmiksana in posneta septembra 1989 v studiu Tivoli v Ljubljani. Producenti albuma so bili Bor Zuljan ter skupina Pop Design.

### Zasedba

#### Produkcija
- Hans-Georg (»Micky«) Meuser - glasba
- Grant Stevens - besedilo (izvirno angleško)
- Miran Rudan - besedilo (nov slovenski tekst), aranžma
- Bor Zuljan - producent
- Pop Design - producent

#### Studijska izvedba
- Miran Rudan - vokal
- Damjan Tomažin - bobni
- Tone Košmrlj - bas kitara
- Janez Marinšek - kitara
- Lucijan Kodermac - tolkala
- Marko Derling

### Zbor
- Meta
- Zvezda
- Marko
- Bor
- Janez
- Pop Design

### Škandal s plagiatom
Da gre za plagiat je oktobra 2010 razkril časopis Žurnal24. Po besedah članov skupine naj bi pesem izdali pod lastnim imenom zato, ker niso našli avtorja izvirnika, ki so ga slišali samo po radiu. Rudan in Košmrlj sta veliko hodila v München po glasbila in to pesem tudi velikokrat slišala po radiu ter jo presnela na kaseto. Ker naj ne bi našla pravega avtorja, se je Košmrlj podpisal kar kot pravi avtor glasbe (čeprav ni), besedilo pa ni sporno.
Pesem, ki je v Sloveniji skorajda ponarodela, je večji odziv doživela s priredbo Božičnega zborčka znanih slovenskih glasbenikov iz leta 1998. Danes pesem ni več plagiat, ampak uradno priredba.

## Lestvice

### Tedenske lestvice
| SloTop50         | Najvišje |
| ---------------- | -------- |
| 2013 (Slovenija) | 28       |
| 2014 (Slovenija) | 37       |
| 2015 (Slovenija) | 5        |
| 2016 (Slovenija) | 27       |
| 2017 (Slovenija) | 34       |
| 2018 (Slovenija) | 42       |
| 2019 (Slovenija) | 46       |
| 2020 (Slovenija) | 6        |

## Ostale priredbe
- 1997 – Božični zborček je posnel skladbo in videospot »Na božično noč '98« v produkciji Dee Jay Time. Sodelovalo je preko dvajset znanih slovenskih izvajalcev tistega časa.